# ميشو بنفينستي

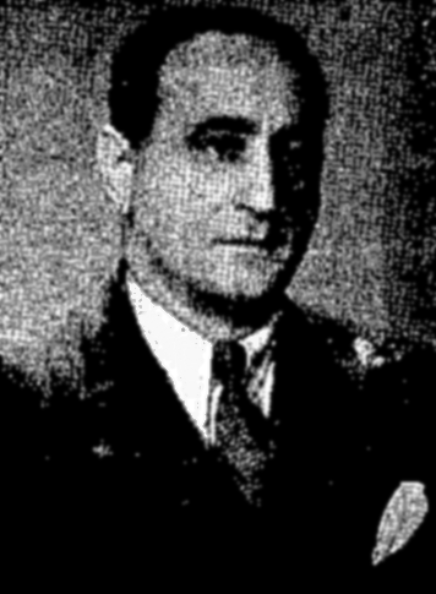
صورة أرشيفية للمحامي ميشو بنفينستي

ميشو بنفينستي، هو محامي روماني، وناشط صهيوني، وزعيم الجالية اليهودية الرومانية. وُلد في عائلة من المطابع والناشرين، وكان أحد اليهود السفارديم القلائل الذين وصلوا إلى مكانة بارزة في الحياة السياسية خلال عصر المملكة الرومانية. بدأ ارتباطه بالصهيونية في سنوات مراهقته، وعلا شأنه كزعيم لمنظمة الشبيبة الصهيونية (جزء من هاحالوتس) في أوائل عشرينيات القرن الماضي. ثم كان بنفينستي منتسبًا بشكل أساسي إلى مجموعة ريناستيريا نوسترا في بوخارست، وانضم إلى الحزب القومي اليهودي الصغير بحلول عام 1930؛ من خلال المجموعة والحزب، شارك في تشكيل الحزب اليهودي على مستوى الأمة، حيث كان منظمًا للشباب وأمينًا عامًا. بعد عام 1936، كان أيضًا عضوًا في المكتب الروماني للمؤتمر اليهودي العالمي، وعمل كمحامي له ومقررًا حول تنامي معاداة السامية المحلية.
خلال أواخر ثلاثينيات القرن العشرين، اقتربت رومانيا أكثر من ألمانيا النازية وأدخلت تدريجيًا التمييز ضد اليهود؛ حظرت جبهة النهضة الوطنية الحزب، إلى جانب جميع الأحزاب السياسية الرومانية الأخرى، في أوائل عام 1938. سُمح للصهاينة بتشكيل هيئات غير سياسية، ما شجع على موجة من الهجرة إلى فلسطين المُنتدبة. مع تزايد الضغوط النازية مع وصول أيون أنتونيسكو إلى السلطة، قرر بنفينستي الهجرة، لكنه قبل التعيين كرئيس للسلطة التنفيذية الصهيونية. كان خطه السياسي هناك معتدل: فقد عبر عن ولائه لرومانيا وزاد من سيطرته على سمو الثائر، وتدخل كمفاوض بين النظام والجالية اليهودية. وانتقد يهود اليمين موقفه، بما في ذلك أ. ل. زيسو، باعتباره شكلًا من أشكال التعاون، لا سيما بسبب اتصالاته مع المكتب اليهودي المركزي الخاضع.
في مواجهة الهولوكوست الذي حدث على حدود رومانيا، شجع بنفينستي أيضًا المقاومة اليهودية؛ على وجه الخصوص من خلال مساعدة اليهود الهنغاريين والسلوفاك والبولنديين في العثور على مأوى مؤقت في رومانيا، أو بمساعدة الناجين من عمليات ترحيل أنطونيسكو إلى ترانسنيستريا. أقنع بنفينستي وغيره من القادة اليهود حكومة أنطونيسكو بتخفيف الضغوط على اليهود، على الرغم من أن السلطة التنفيذية كان عليها أيضًا الموافقة على جمع مبالغ كبيرة كمساهمات ورشاوى. وُثق دور الصهاينة الرومانيين في تخريب الهولوكوست من قبل جودنبيراتير (الخبير اليهودي) المحلي، جوستاف ريختر. نتيجة لتحقيقاته، اعتقلت السلطات الرومانية على مضض بنفينستي في يناير 1944. أطلق سراحه في مارس، وفي ذلك الوقت فقد ثقة أقرانه، وحل محله منافسه زيسو على رأس السلطة التنفيذية. خلال الفترة المتبقية من عام 1944، ترأس بنفينستي حزبه المنشق، المجموعة الديمقراطية الصهيونية كلال.
أدى سقوط أنطونيسكو في أغسطس 1944 إلى إحياء نظام التعددية الحزبية في رومانيا. ونتيجة لذلك، عاد زيسو وبنفينستي كقادة فصيلين في الحزب، وتولى الأول رئاسة الحزب. كان بنفينستي يتجه نحو اليسار اليهودي، ويتبنى التعاون مع الحزب الشيوعي الروماني واللجنة اليهودية الديمقراطية. في منتصف عام 1946، حل محل زيسو المناهض للشيوعية كرئيس لكل من فرع المؤتمر اليهودي العالمي والحزب، ما جذب الأخير إلى تحالف مع اللجنة اليهودية الديمقراطية قبل انتخابات نوفمبر. مع تحول الشيوعيين إلى معاداة الصهيونية، أغلق بنفينستي الحزب، وانتقد الهجرة غير الشرعية، وأخذ المشورة السياسية من كوادر اللجنة اليهودية الديمقراطية مثل بيركو فيلدمان. عندما تولى النظام الشيوعي الروماني السلطة في الأيام الأخيرة من عام 1947، أنهى مشاركته الصهيونية، على الرغم من أنه وزوجته سوزانا ما زالا يتقدمان بطلب للهجرة إلى إسرائيل. قُبض على بنفينستي في عام 1950 من قبل الأمن، وتعرض للتعذيب لاعترافه بأنه جاسوس لإسرائيل، وظهر في محاكمة صورية، إلى جانب زيسو، في عام 1954. وحُكم عليه بالسجن المؤبد، ولكن في النهاية أطلق سراحه وسمح له بالاستقرار في إسرائيل، التي أصبحت موطنه في العقدين الأخيرين من حياته.

## سيرة شخصية

### النشأة والمسيرة المهنية
ينتمي بنفينستي إلى الأقلية السفاردية داخل المجتمع اليهودي. لوحظت هذه الأقلية لأول مرة محليًا لمساهمتها في النشر؛ في عام 1876، أنشأ اثنان من أعضائها، ساندو ودافيد، فراتي بنفينستي مطبعة يهودية رئيسية، مركزها مدينة كرايوفا. ذكر كاتب المذكرات ماريو ثيودوريان كارادا في عام 1938 أن بنفينستي الأب كان يهودي كرايوفا الوحيد الذي يرتدي قفطانًا مبطنًا بالفراء. ولد ميشو لسيمون بنفينستي وإرنيستينا شلانغر في 1 يوليو 1902. كان والد ميشو، الذي عاش بين عامي 1870 و1943، قد عمل في مكتبة فراتي بنفينستي ثم في شركة إيديتورا ألكلاي، حتى أنشأ بصمة افتتاحية خاصة به، إيديتورا أنكورا. كان يحظى باحترام كبير في المجتمع الأدبي الروماني، ولفت الانتباه بشكل خاص إلى دوره في تعزيز شخصيات مثل يوجين لوفينيسكو وجورج باكوفيا وليفيو ريبريانو. في عام 1922، كان سيمون يرعى جائزة بنفينستي السنوية، التي تمنحها جمعية الكتاب الرومانيين للشعراء الذين يترسمون لأول مرة. حافظ ابنه الأكبر فيليكس على تقاليد العائلة بصفته مديرًا لدار نشر بيكوريم؛ وُلد فيليكس في بوخارست عام 1900، وكان يعمل كاتبًا خلال الخمسينيات. كان من بين أبناء أخوال فيليكس وميو دولفي أورسينو، الذي عمل في مسرح الأوبرا.
بصفته الابن الثاني، كان ميشو مهتمًا بشكل أساسي بمهنة المحاماة والسياسة. في عام 1918 أو 1919، بعد وقت قصير من سماعه بوعد بلفور، وتأثرًا بزميلته كارول سينغر، انضم إلى مجموعة شبابية صهيونية تدعى حاتالميد. شغل منصب رئيسها في 1919-1920، وخلال تلك الفترة تعرّف على شخصيات صهيونية أكبر، بما في ذلك الناشط ليون ميزراحي، وميو وايزمان، والحاخام الأكبر يعقوب إسحاق نيميراور. في عام 1920، أثناء دراسته للقانون في جامعة بوخارست، جُنِّد من قبل منظمة الطلاب اليهود، هاشيمونيا، وبناءً على اقتراح مزراحي، انتُخب رئيسًا لمنظمة الشبيبة الصهيونية في رومانيا (1923-1924). شهدت هذه الفترة تورطه في شجار واحد على الأقل مع زملائه المعادين للسامية؛ في 31 يناير 1923، حاولوا منع بنفينستي وساميول شتاينبيرغ من سماع محاضرة لميرسيا دجوفارا. وصل طلاب يهود آخرون للمساعدة، وبعد ذلك تقاتلت المجموعتان، ما أدى إلى إصابة ثلاثة يهود وروماني واحد بجروح طفيفة.
في عام 1925، انضم بنفينستي إلى النزل الصهيوني الجديد لكورنيل إيانكو «ولادة جديدة» حيث ظل عضوًا نشطًا حتى الأشهر الأولى من عام 1944. يتذكر زيسو المعادي في عام 1951: «كل ما لدي الآن عندما يتعلق الأمر بنشاط بنفينستي السياسي في فترة ما بين الحربين هو أنه كان عضوًا نشطًا للغاية في المجموعة الصهيونية رينايتريا، وطموحًا للغاية بشأن الحصول على مناصب بسرعة، قبل أولئك الذين كانوا أكبر سنًا وأكثر التزامًا، وأنه كان مغرورًا للغاية بعبقريته السياسية، وذهب إلى حد تخيل نفسه قائدًا قدريًّا. تخرج بنفينستي في عام 1924. بعد أن أكمل فترة إلزامية مدتها عام واحد في القوات البرية الرومانية (في تيميشوارا)، سجل في نقابة المحامين في مقاطعة إلفوف. في أوائل عام 1928، كان يقدم خدمات قانونية لنياسيترا نوتيرا، مع موتي موسكوفيتشي كسكرتير له. يروي موسكوفيتشي أيضًا أنه في 1928-1929، ذهب بنفينستي أيضًا في رحلة دراسية إلى باريس، حيث كان ينوي أن يحثل على دكتوراه في القانون: «لقد كان غائبًا لمدة عام تقريبًا، لكنه لم يتخرج أبدًا». في يوليو 1929، كان هو وشيشتر من بين المندوبين الخمسة عشر لليهود الرومانيين إلى المؤتمر الصهيوني السادس عشر في زيورخ. كما أنهما هما الرومانيان الوحيدان اللذان انتُخبا من قبل محافل صهيونية راديكالية ضد التيار السائد الوسطي.